# Depósito de relaves Ovejería
El depósito de relaves Ovejería almacena los residuos de la explotaciones mineras mina Río Blanco (3600 m s. n. m.) y mina Sur-Sur (4000 m s. n. m.) de CODELCO ubicadas al noreste de la ciudad de Santiago.

## Ubicación
El depósito está emplazado en las cercanías de la cuesta Chacabuco que cruza el Cordón de Chacabuco, al poniente de la Autopista Los Libertadores y al oriente de la Ruta 5 Norte, al sur del túnel Chacabuco de la Autopista Los Libertadores.

## Función
Tras la extracción desde las minas y el chancado, la molienda fina húmeda y la flotación alcalina se obtiene el mineral deseado en una concentración de 3 % a 4 %, quedando como desecho, material estéril o relave el resto de 97 % a 96 % del material extraído de las minas. Inicialmente la empresa depositó los relaves en el embalse Piuquenes y luego en el embalse Los Leones que el año 1992 se encontraba al fin de su vida útil.: 3 
El año 1999, tras 5 años de construcción y un costo de USD 250 millones, entró en operaciones el tranque Ovejería. A través de un relaveducto con una longitud de 83 km (con 83 cm de ancho por 100 cm de altura), los relaves son conducidos cordillera abajo con 13 puntos en que se mide automáticamente el nivel de su caudal y cámaras de video que permiten descubrir potenciales rodados u otros problemas que puedan afectar la seguridad del sistema. En caso necesario se puede desviar el caudal hacia el embalse Huechún (Tiltil).: 6 

## Hidrología
Desde el punto de vista hidrológico, el relaveducto hace un trasvase de aguas desde la cuenca del río Aconcagua, más precisamente desde la cuenca alta del río Blanco (Aconcagua) hacia la cuenca del río Maipo, esto es hacia el estero Chacabuco-estero Polpaico que posteriormente desembocan en el estero Lampa.
Además de estas aguas provenientes del tratamiento de minerales, la cuenca Chacabuco-Polpaico recibe aguas del canal Chacabuco-Polpaico (promedio anual de 1,1 m³/s). También el estero Colina entrega una parte de su caudal para el riego de la cuenca de marras.

Esquema de las instalaciones del embalse.

- Lamas depositadas: son los relaves ya sedimentados y con poca agua.
- Laguna de aguas claras: el agua que se ha discurrido del relave y se acumula en la parte más baja del depósito.
- Canal de contorno: excavado alrededor del depósito para impedir que las auguas lluvias provenientes de la cuenca ingresen al depósito y se mezclen con las aguas del relave.
- Relaveducto: canal que trae el relave desde las plantas procesadoras de cobre.
- Batería de ciclones: Mecanismo para separar por medios mecánicos las partículas finas de las partículas gruesas del relave para almacenarlas en lugares del depósito más apropiadas a su tamaño.